# جيفرسون براون
جيفرسون براون هو ممثل كندي، ولد في 1976 في كندا.

## وصلات خارجية
- جيفرسون براون على موقع IMDb (الإنجليزية)
- جيفرسون براون على موقع ألو سيني (الفرنسية)
- جيفرسون براون على موقع أول موفي (الإنجليزية)
- جيفرسون براون على موقع قاعدة بيانات الفيلم (الإنجليزية)
- جيفرسون براون على موقع كينوبويسك (الروسية)